# اچ‌ام‌اس کان (کی۵۰۹)
اچ‌ام‌اس کان (کی۵۰۹) (به انگلیسی: HMS Conn (K509)) یک کشتی بود که طول آن ۳۰۶ فوت (۹۳ متر) بود. این کشتی در سال ۱۹۴۳ ساخته شد.